# Парламентские выборы в Италии (1968)
Парламентские выборы 1968 года в Италии прошли 19 мая и принесли победу Христианско-демократической партии. Умеренные социалисты и социал-демократы, шедшие на выборах вместе как Единая социалистическая партия, потеряли почти половину депутатских мест. Отколовшееся в знак протеста против коалиции с христианскими демократами левое крыло ИСП прошло в парламент как отдельная Итальянская социалистическая партия пролетарского единства; на выборах в Сенат она шла совместно с коммунистами, продолжившими свой подъём — в верхнюю палату за список ИКП и ИСППЕ было подано уже 30 % голосов.

## Избирательная система
Выборы по партийным спискам стали традиционными для палаты депутатов. Итальянские провинции были объединены в 32 избирательных округа, от каждого из которых избиралась группа кандидатов. В избирательном округе места распределялись между открытым спискам с использованием метода крупнейших остатков с квотой Империали. Остальные голоса и места распределялись на национальном уровне с использованием квоты Хэра среди списков не получивших места на местном уровне.
Для выборов в Сенат были созданы 237 одномандатных округа, хотя его численность составляла 315 членов. Кандидату необходимо было набрать две трети голосов. Все оставшиеся голоса и места группировались в партийных списках по региональным избирательным округам. Места распределялись с использованием метода д’Ондта.

## Результаты выборов
Результаты выборов в Палату депутатов.
| Партия/Блок                                                | Голоса     | %     | Места |
| Христианско-демократическая партия                         | 12 437 848 | 39,12 | 266   |
| Итальянская коммунистическая партия                        | 8 551 347  | 26,90 | 177   |
| Единая социалистическая партия                             | 4 603 192  | 14,48 | 91    |
| Итальянская либеральная партия                             | 1 850 650  | 5,82  | 31    |
| Итальянская социалистическая партия пролетарского единства | 1 414 697  | 4,45  | 23    |
| Итальянское социальное движение                            | 1 414 036  | 4,45  | 24    |
| Итальянская республиканская партия                         | 626 533    | 1,97  | 9     |
| Итальянская демократическая партия монархического единства | 414 507    | 1,30  | 6     |
| Народная партия Южного Тироля                              | 152 991    | 0,48  | 3     |
| прочие партии                                              | 324 627    | 1,03  | 0     |
| Всего                                                      | 31 790 428 | 100   | 630   |

Результаты выборов в Сенат.
| Партия/Блок                                                                                     | Голоса     | %     | Места |
| Христианско-демократическая партия                                                              | 10 963 320 | 38,35 | 135   |
| Итальянская коммунистическая партия- Итальянская социалистическая партия пролетарского единства | 8 577 473  | 30,00 | 101   |
| Единая социалистическая партия                                                                  | 4 353 804  | 15,23 | 46    |
| Итальянская либеральная партия                                                                  | 1 936 761  | 6,77  | 16    |
| Итальянское социальное движение                                                                 | 1 304 913  | 4,56  | 11    |
| Итальянская республиканская партия                                                              | 622 420    | 2,18  | 2     |
| Итальянская демократическая партия монархического единства                                      | 312 621    | 1,09  | 2     |
| Народная партия Южного Тироля                                                                   | 131 071    | 0,46  | 2     |
| прочие партии                                                                                   | 388 514    | 1,36  | 0     |
| Всего                                                                                           | 28 590 897 | 100   | 315   |